# Fredrik Holm
Fredrik Holm, född 1962, son till Lillemor och Lennart Holm, är frilansande författare, föreläsare och konsult inom miljöområdet. 
År 1988 publicerade han, tillsammans med Bo Thunberg, handboken "Handla Miljövänligt" (Svenska Naturskyddsföreningens förlag), där hela miljöfrågan beskrevs ur ett konsumentperspektiv: Hur påverkar konsumtionen miljön, och hur kan man som konsument bidra till att minska den totala miljöpåverkan. Boken blev en stor framgång och kom att säljas i över 400 000 exemplar på några år, och var något av startpunkten för det svenska arbetet med miljömärkning och miljöanpassade varor. 
Tillsammans med Thunberg skrev Holm även böcker som Det Miljövänliga Kontoret (Naturskyddsföreningen/TCO 1991) och Klartext (Naturvårdsverket 1993). Han medverkar också i läromedlet Spektrum Biologi (Liber) som med sina hittills fyra upplagor varit marknadsledande inom högstadiets biologiundervisning. Sedan 1994 skriver och uppdaterar han Miljöboken (Freebook) som delas ut gratis till gymnasieklasser genom finansiering från företag som i gengäld får presentera sin verksamhet på annan plats i boken. Boken Gröna Kåkboken (1999; tills m Gunnar Persson) beskriver hur en fastighetsförvaltare eller -ägare kan utveckla sin fastighet till minskad miljöpåverkan.
Boken Vad är ett miljöproblem? (Studentlitteraturs förlag) är en översikt över hela den moderna miljövetenskapen, tänkt för såväl kortare högskolekurser som för personalutbildningar. Den gavs ut i reviderad upplaga år 2013.
Holm har också gjort åtskilliga framträdanden i radio och TV och var under 1998-1999 fast medarbetare i miljöprogrammet E-fekt (Sveriges Television).
Åren 2000-2010 var Holm verksam som lärare i miljövetenskap vid Karlstads universitet. Han var studierektor för ämnet 2002-2005 och därefter programledare för det treåriga miljövetarprogrammet. Från maj 2010 till januari 2013 arbetade han som klimat- och miljöstrateg vid Länsstyrelsen i Värmlands län, men har efter det återgått till att vara verksam som frilansande författare, föreläsare och konsult. Han deltar i styrgruppen för Nätverket för hållbart byggande i Värmland och var under 2013 ledamot av styrelsen för Gröna Bilister.